# Holdas mézevő
A holdas mézevő (Melithreptus lunatus) a madarak osztályának a verébalakúak (Passeriformes) rendjébe, ezen belül a mézevőfélék (Meliphagidae) családjába tartozó faj.

## Rendszerezése
A fajt Louis Pierre Vieillot francia ornitológus írta le 1802-ben, a Certhia nembe Certhia lunata néven.

## Alfajai
- Melithreptus lunatus chloropsis Gould, 1848
- Melithreptus lunatus lunatus (Vieillot, 1802)[2]

## Előfordulása
Ausztrália keleti és délkeleti részén honos. Természetes élőhelyei a mérsékelt övi erdők, szubtrópusi és trópusi síkvidéki esőerdők, lombhullató erdők, szavannák és cserjések, valamint ültetvények és városi régiók. Vonuló faj.

## Megjelenése
Testhossza 10,5–15,5 centiméter, a hím testtömege 11,5–25 gramm, a tojóé 11,5–15 gramm. Kisebb mézevőfaj rövid csőrrel. Háta, szárnyának és farkának felső része olajzöld színű. Feje teteje fekete. Tarkóján fehér sáv található. Szeme fölött egy narancssárga folt található. Hasa, oldala és torka fehér. A fiatal madaraknak hiányzik a fekete sapkájuk és a fehér csík a tarkójukról.
|  |

## Életmódja
Tápláléka nektárból és rovarokból áll. Ritkán lehet látni a talajon.

## Szaporodása
Párzási időszaka szeptembertől novemberig tart. A fészket a tojó egy magas fára építi fűből és pókhálóból. Fészekalja 2–3 tojásból áll, melyen csak a tojó kotlik 14 napon keresztül.  A fiókák 15 nap után repülnek ki a fészekből. Egy szezonban legalább két fészekalja van.

## Természetvédelmi helyzete
Az elterjedési területe rendkívül nagy, egyedszáma pedig stabil. A Természetvédelmi Világszövetség Vörös listáján nem fenyegetett fajként szerepel.